# Проверка снаряжения перед погружением
Проверка снаряжения перед погружением (англ. pre-dive equipment check)— набор процедур, предназначенных для проверки исправности и комплектности снаряжения для подводного плавания.

## Проверка аквалангов
Проверка аппаратов открытого цикла включает в себя несколько этапов.
1. При сборке оборудования:
  - Проверку на утечку газа:
    - Проверить соединения на слух на предмет утечки газов.

  - Проверку BCD:
    - Проверка клапана поддува жилета — надуть жилет до срабатывания аварийного клапана (клапанов);
    - Проверка клапана стравливания — кратковременно нажать на кнопку, воздух должен начать выходить из жилета;
    - Проверка клапанов ручного стравливания — для профилактики залипания клапанов.
    - Для двухкамерных компенсаторов указанная процедура производится сначала для резервной камеры (инфлятор справа), затем для основной (инфлятор слева).

  - Проверка дыхательного оборудования:
    - «Понюхать» воздух из регулятора на наличие посторонних запахов (гари, резины, выхлопных газов);
    - Подышать из каждого лёгочного автомата;
    - Кратковременно нажать на каждом из лёгочных автоматов кнопку принудительной подачи газа;
    - Проверить «0» манометра, для чего открыть вентиль баллона, затем закрыть вентиль и стравить газ из регулятора. Стрелка манометра должна вернуться на «О». В противном случае необходимо вносить поправку в показания прибора.
    - Проследить за показаниями манометра на предмет зависания стрелки и верности показаний.
2. Перед входом в воду:
  - Поддуть жилет.
  - Подышать из основного лёгочного автомата, при этом контролируя стрелку манометра. В случае закрытого баллона показания на манометре будут быстро уменьшаться.
3. Непосредственно после входа в воду:
  - Проверить наличие и расположение основного и дополнительного оборудования, см. раздел «проверка остального снаряжения».
4. На глубине 2-3 метра:
  - Проверить оборудование на утечку газов. Обычно производится друг у друга партнёрами по погружению.
  - Приоткрыть вентили стейджей во избежание их закусывания на глубине.[источник не указан 1774 дня]

## Проверка ребризеров
Процедуры проверки ребризеров во многом схожи с аналогичными действиями по отношению к аквалангам, однако есть и принципиальные отличия.
В частности, помимо проверки клапанов компенсатора, необходимо провести тесты на утечки при избыточном давлении и разрежении в контуре противолёгкое-шланги-загубник.

## Проверка остального снаряжения
1. Перед входом в воду: убедиться в том, что грузовой ремень и/или грузовые карманы закреплены, в них имеется достаточное количество груза, маска надета, на ноги надеты ласты, баллон открыт.[источник не указан 1774 дня]
2. После входа в воду: убедиться в том, что всё оборудование и снаряжение на месте, не свалилось и не отцепилось. По требованиям ANDI после входа в воду партнёры должны по очереди рассказать друг другу об имеющемся у них снаряжении и запасе газов, одновременно проверяя их наличие у себя. Например: «За спиной — двенадцатилитровый баллон с воздухом, давление 180 атмосфер, максимальная рабочая глубина — 46 метров[1]; на боку — стейдж объёмом пять литров, содержащий 49 % найтрокс, давление 200 атмосфер, максимальная рабочая глубина — 21 метр[2]; нож на левой ноге; фонарь закреплён на правой лямке компенсатора; запасная маска в кармане на правом боку; буй на поясном D-кольце справа; катушка — на поясном D-кольце слева».[источник не указан 1774 дня]
3. На глубине 2-3 метра: проверить у напарника расположение застёжек на компенсаторах плавучести, лёгочных автоматов, манометров, надёжное прилегание грузовых поясов, крепление и расположение дополнительного оборудования.[источник не указан 1774 дня]